# Scott Brennan
Scott Brennan (Hobart, 9 de enero de 1983) es un deportista australiano que compitió en remo. Está casado con la remera Kimberley Crow.
Participó en tres Juegos Olímpicos de Verano, obteniendo una medalla de oro en Pekín 2008, en la prueba de doble scull, el séptimo lugar en Atenas 2004 (cuatro scull) y el octavo en Londres 2012 (doble scull).
En 2009 fue condecorado con la Medalla de la Orden de Australia (OAM).

## Palmarés internacional
| Juegos Olímpicos | Juegos Olímpicos | Juegos Olímpicos | Juegos Olímpicos |
| Año              | Lugar            | Medalla          | Prueba           |
| ---------------- | ---------------- | ---------------- | ---------------- |
| 2008             | Pekín (China)    | Medalla de oro   | Doble scull      |